# Bulworth
 Bulworth és una comèdia dramàtica estrenada el 1998 dirigida i escrita per Warren Beatty amb Kimberly Deauna Adams i el mateix Warren Beatty com a protagonistes.

## Argument
Jay Bulworth és el senador demòcrata de Califòrnia; Està fart d'haver de sotmetre's a idees liberals a costa de les seves opinions personals i això el deprimeix fins al punt de voler suïcidar-se. Comença llavors la campanya electoral en un llastimós estat i sense creure en els missatges que envia als seus electors. Decideix llavors contractar un assassí de la màfia per fer-se matar i contracta una assegurança de vida de deu milions de dòlars en benefici de la seva filla Constància.
No tenint aleshores res a perdre, Bulworth abandona el llenguatge críptic i lliura el fons dels seus pensaments de manera franca i brutal. Se'l veurà fins i tot barrejant la política i la cultura Hip-Hop, cosa que astora els electors.
La seva relació amorosa amb Nina, una afroamericana de South Central, li retorna a poc a poc gust de la vida. Pensa doncs a anul·lar el contracte el seu cap, però el seu intermediari és en coma. Aleshores comencen els problemes.

## Repartiment
- Kimberly Deauna Adams: Denisha
- Warren Beatty: Jay Billington Bulworth
- Vinny Argiro: Director del debat
- Halle Berry: Nina
- Sean Astin: Gary
- Don Cheadle: L.D.
- Oliver Platt: Dennis Murphy
- Ernie Lee Banks: Leroy
- Laurie Metcalf: Mimi
- Amiri Baraka: Rastaman
- Jack Warden: Eddie Davers
- Paul Sorvino: Graham Crockett
- Christine Baranski: Constance Bulworth
- Adilah Barnes: Sra. Brown
- Debra Monk: Helen
- Isaiah Washington: Darnell, la mare de Nina
- Thomas Jefferson Byrd: Oncle Rafeeq
- J. Kenneth Campbell: Anthony
- Larry King: Ell mateix'

## Rebuda
"Mordaç i políticament incorrecta, Beatty arremet contra els mass mitjana|mitja, el poder i la corrupció (...)"

## Premis i nominacions

### Nominacions
- 1998. Lleó d'Or a la Mostra de Venècia
- 1999. Oscar al millor guió original per Warren Beatty i Jeremy Pikser
- 1999. Globus d'Or a la millor pel·lícula musical o còmica
- 1999. Globus d'Or al millor actor musical o còmic per Warren Beatty
- 1999. Globus d'Or al millor guió per Warren Beatty i Jeremy Pikser
- 1999. Grammy a la millor composició instrumental escrita per pel·lícula i televisió per Ennio Morricone

## Llista del títols de la banda sonora
1. Dr. Dre & LL Cool J: "Zoom"
2. Pras Michel feat. Ol' Dirty Bastard & Mýa: "Ghetto Supastar (That Is What You Are)"
3. Youssou N'Dour & Canibus: "How Come"
4. Method Man, KRS-One, Prodigy & Kam: "Bulworth (They Talk About It While We Live It)"
5. Witchdoctor: "Holiday/12 Scanner"
6. RZA: "Chase"
7. Eve: "Eve Of Destruction"
8. Mack 10 & Ice Cube: "Maniac In The Brainiac"
9. Nutta Butta: "Freak Out"
10. The Black Eyed Peas: "Joints & Jam"
11. Cappadonna: "Run"
12. B-Real: "Lunatics In The Grass"
13. Public Enemy: "Kill Me Live"
14. D-Fyne: "Bitches Are Hustlers Too"